# 茨城県道141号牛渡馬場山土浦線
茨城県道141号牛渡馬場山土浦線（いばらきけんどう141ごう うしわたばばやまつちうらせん）は、茨城県かすみがうら市から土浦市までを結ぶ一般県道である。

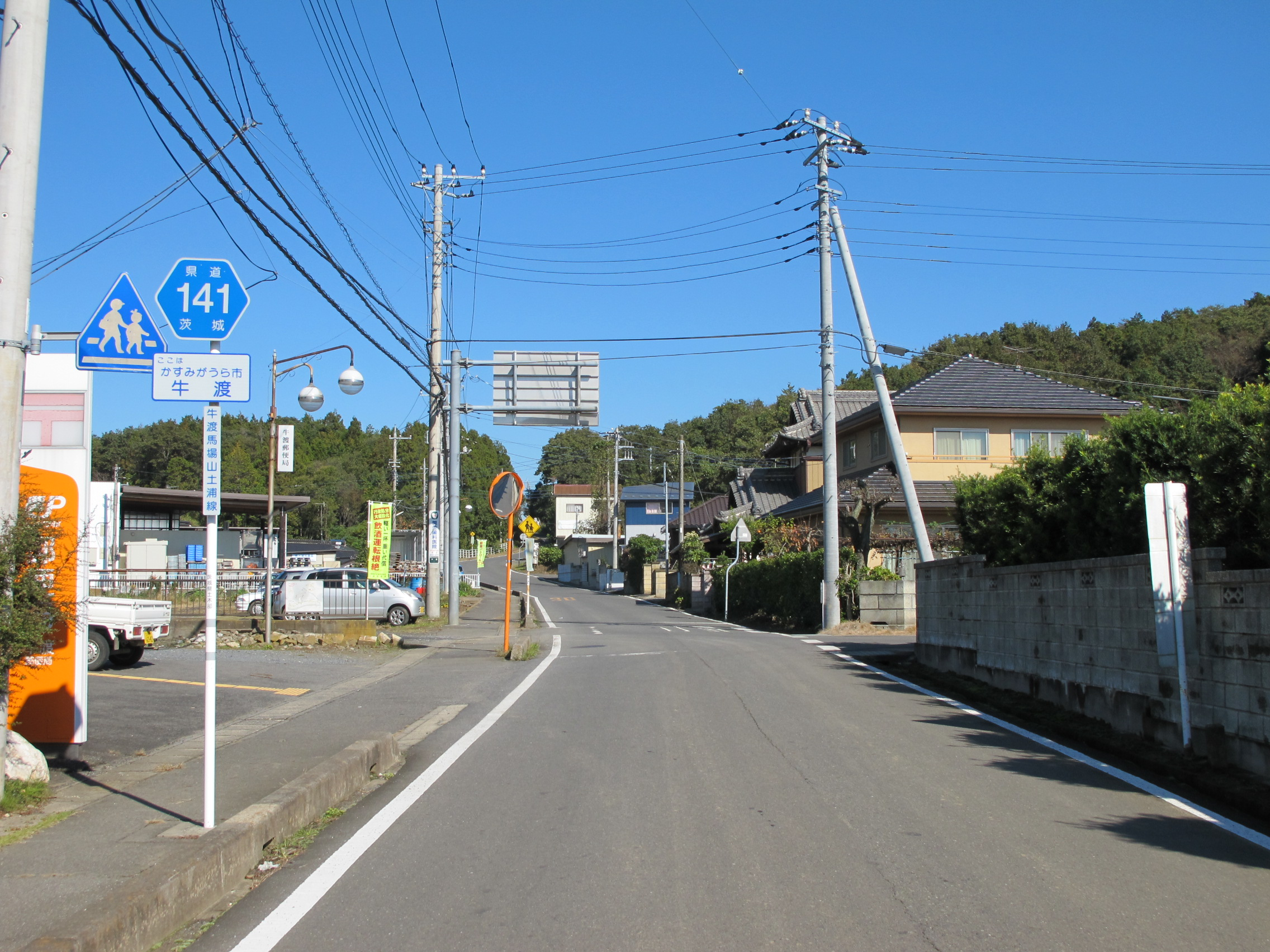
茨城県道141号牛渡馬場山土浦線
かすみがうら市牛渡の起点付近
（2013年11月）

## 概要
茨城県かすみがうら市牛渡（茨城県道118号石岡田伏土浦線）牛渡郵便局付近を起点に同市宍倉の馬場山交差点を経由し、JR常磐線神立駅前を通過して土浦市木田余（国道354号）を終点とする一般県道で、かすみがうら市の旧・霞ヶ浦町地区を南北に縦断し、土浦市神立地区では常磐線に並行するルートである。経路の途中で、国道354号や他の一般県道と一部重複し、神立駅の北側では常磐線の踏切がある。

### 路線データ
- 起点：茨城県かすみがうら市牛渡（茨城県道118号石岡田伏土浦線交点）[1]
- 終点：茨城県土浦市大字木田余字池下2506番3地先（国道354号交点＝木田余バイパス西入口交差点）[2]
- 総延長：19.006 km[3]
- 重用延長：0.584 km[3]
- 未供用延長：なし[3]
- 実延長：18.422 km[3]
- 自動車交通不能区間延長[注釈 1]：なし[3]

## 歴史
1959年（昭和34年）10月14日、新たな県道として新治郡出島村大字牛渡を起点とし、土浦市を終点とする区間を本路線とする県道牛渡馬場山土浦線として茨城県が県道路線認定した。
1995年（平成7年）、整理番号141に変更となり現在に至る。

### 年表
- 時期不明：現在の路線の前身にあたる飯岡土浦線が路線認定される。
- 1923年（大正12年）4月1日：同じく牛渡石岡線が路線認定される。
- 1959年（昭和34年）10月14日：
  - 牛渡石岡線、飯岡土浦線が合わさり、現在の路線が路線認定される（図面対照番号112）[4]。
  - 道路の区域は、新治郡出島村大字牛渡の県道石岡田伏土浦線分岐から土浦市土浦の県道石岡田伏土浦線交点までと決定する[1]。
- 1964年（昭和39年）7月3日：車両制限令第5条1項[注釈 2]に基づく指定（路線対象番号112 牛渡馬場山土浦線：石岡田伏土浦線分岐点 - 国道6号線交点）を受ける[5]。
- 1985年（昭和60年）12月16日：新治郡出島村大字宍倉字馬場山 - 同村大字西成井の現道（1.88km）を2車線化拡幅改良する区域決定[6]。
- 1992年（平成4年）1月16日：土浦市大字木田余地内・終点（木田余バイパス西入口交差点）道路改良によりルートが72m短縮[2]。
- 1995年（平成7年）3月30日：整理番号171から現在の番号（整理番号141）に変更される[7]。
- 1996年（平成8年）4月15日：土浦市大字神立町（跨線橋付近）の新道区間（約550m）が供用開始[8]。
- 1999年（平成11年）12月16日：土浦市大字神立町（跨線橋付近）の旧道区間（540m）が市道降格により県道指定解除となる[9]。
- 2004年（平成16年）3月22日：土浦市神立町の区間が、通行する車両の高さの最高限度4.1mの道路に指定される[10]。

## 路線状況

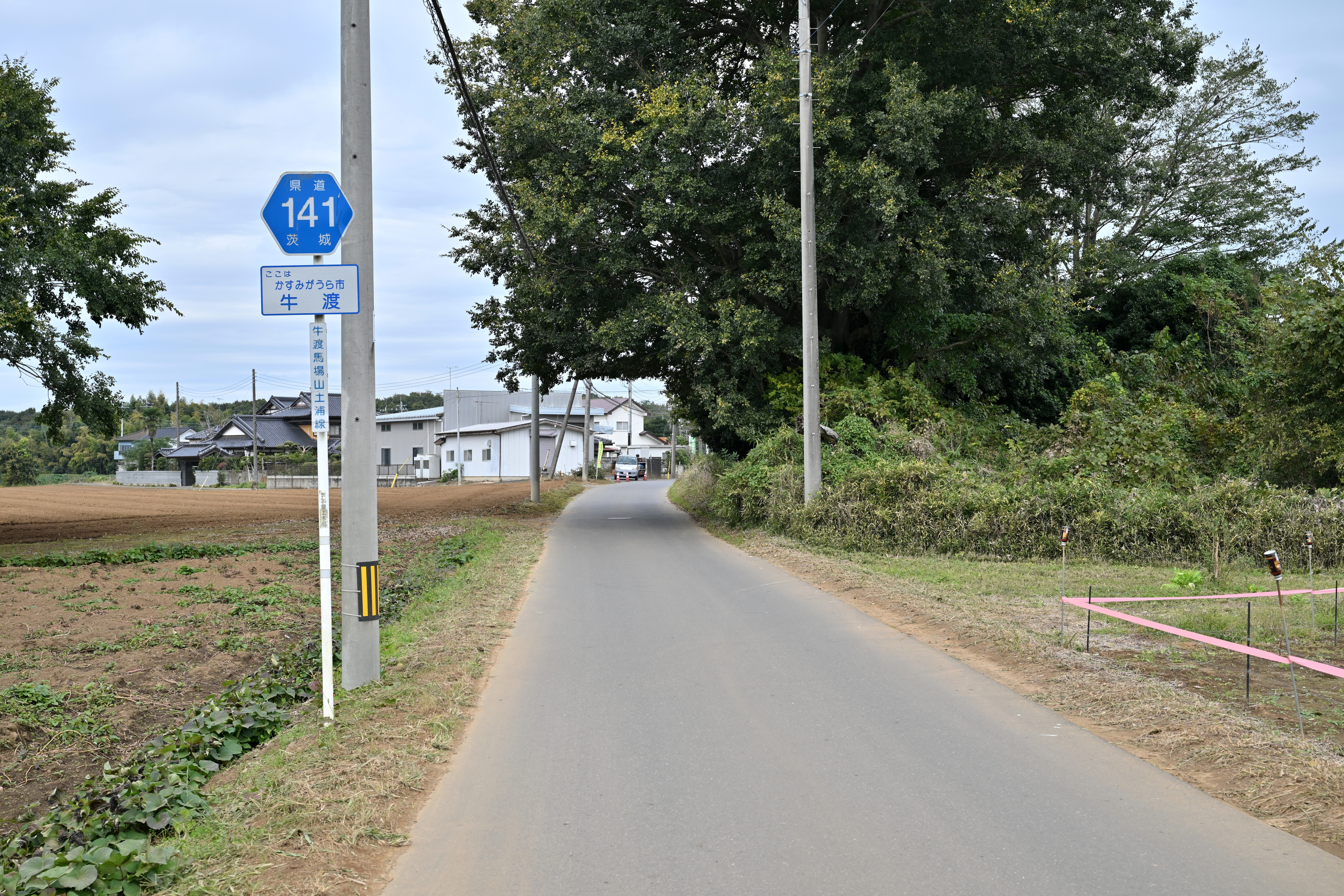
かすみがうら市牛渡地内は狭隘な道路が続く（2024年11月）

かすみがうら市牛渡（起点） - 同市一の瀬（国道354号）は対向1車線の狭隘道路で未改良区間。かすみがうら市大和田（国道354号） - 同市宍倉の馬場山地区 - 土浦市木田余（終点）の区間は、対向2車線（かすみがうら市宍倉の一部を除く）である。かすみがうら市内は比較的交通量は少なく、農村集落部をつなぐ生活道路である。これに比べ土浦市内は、JR神立駅前の市街地から土浦中心市街地方面を行き交う交通量の多い道路で、同市神立町地区において道路を拡幅して歩道整備が進められている。

### 重複区間
- 国道354号（かすみがうら市一の瀬 - 大和田：約0.7 km）
- 茨城県道118号石岡田伏土浦線（かすみがうら市宍倉：約0.5 km）
- 茨城県道197号戸崎上稲吉線（かすみがうら市稲吉2丁目 - 土浦市神立中央1丁目：約0.4 km）

## 地理

### 通過する自治体
- かすみがうら市 - 土浦市

### 交差する道路
- 茨城県道118号石岡田伏土浦線
- 茨城県道221号飯岡石岡線
- 茨城県道197号戸崎上稲吉線

### 沿線
- かすみがうら市役所 霞ケ浦庁舎（かすみがうら市大和田）
- かすみがうら市消防本部 東消防署（かすみがうら市宍倉）
- 東京製綱 土浦工場（かすみがうら市宍倉）
- JR神立駅（土浦市神立中央1丁目）